# Fido (futbolista)
Alfred Porcar Portela, deportivamente conocido como Fido (Esplugas de Llobregat, Barcelona, Cataluña, España; 6 de abril de 1977) es un futbolista español retirado. Jugaba como delantero.

## Trayectoria
Fido se formó en el FC Martinenc, para luego pasar al fútbol base del RCD Espanyol, llegando a jugar en el filial blanquiazul. La temporada 1997/98 jugó en Tercera División con la UE Vilassar. El verano de 1998 dio el salto al fútbol profesional al fichar por la UE Lleida, por entonces en Segunda División, como una apuesta personal del técnico Miquel Corominas. Aunque en un primer momento fue cedido al CF Balaguer, de Tercera División, a mitad de temporada fue repescado por los ilerdenses. Sin embargo, tras el cese de Corominas, apenas tuvo oportunidades para jugar, participando únicamente en cinco partidos de liga.
Finalizada la temporada, rescindió su contrato con la UE Lleida y empezó un periplo por varios equipos, primero de Segunda B (CE L'Hospitalet, Hércules CF y UD San Sebastián de los Reyes) y luego Tercera División (CE Europa y UE Sant Andreu). Finalmente, regresó al FC Martinenc para jugar varias campañas en categorías regionales hasta su retirada en 2007.

## Clubes
| Club                             | País   | Año       |
| -------------------------------- | ------ | --------- |
| RCD Espanyol B                   | España | 1996-1997 |
| U. E. Vilassar                   | España | 1997-1998 |
| C. F. Balaguer                   | España | 1998-1999 |
| U. E. Lleida                     | España | 1998-1999 |
| C. E. L'Hospitalet               | España | 2005-2006 |
| Hércules C. F.                   | España | 2000-2001 |
| U. D. San Sebastián de los Reyes | España | 2000-2001 |
| U. E. Cornellà                   | España | 2001-2002 |
| C. E. Europa                     | España | 2002-2003 |
| U. E. Sant Andreu                | España | 2003      |
| F. C. Martinenc                  | España | 2004-2007 |